# Klusfelsen

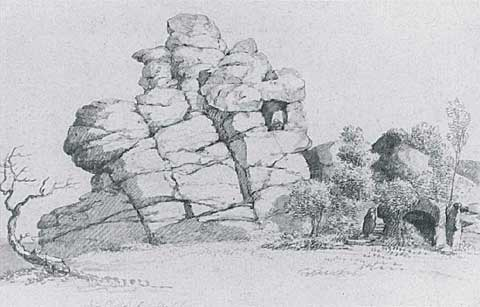
Zeichnung von G. M. Kraus

Der Klusfelsen ist ein Sandsteinfelsen in Goslar am Rande des Harzes unterhalb des Petersbergs. Er ragt als knapp 20 Meter hohe und 50 Meter lange Felsrippe aus dem nahezu ebenen umgebenden, rund 250 Meter über dem Meeresspiegel gelegenen Gelände. Der Sandstein stammt aus der Unterkreide, als er sich vor etwa 110 Millionen Jahren in einem Flachmeer gebildet hat. Da die Schichtenfolge hier aufgrund blockartiger Hebung im Alttertiär nahezu vertikal verläuft, erkennt man am Klusfelsen senkrecht verlaufende Schichtflächen.
Johann Wolfgang von Goethe besuchte zusammen mit Georg Melchior Kraus während seiner dritten Harzreise am 2. September 1784 den Klusfelsen. Kraus fertigte dabei die nebenstehende Zeichnung an.
Im Felsenraum wurde im Jahre 1167 in einer natürlichen Höhle eine Marienkapelle – die sogenannte „Kluskapelle“ – eingerichtet. Sie wurde nach der Reformation als Wohnung genutzt. Mit der romantischen Bewegung wurde zu Anfang des 19. Jahrhunderts wieder eine Kapelle eingerichtet, die spätestens nach 1970 verfiel und sogar als Abort missbraucht wurde. 1983 wurde die Kapelle renoviert – mit herausragender Unterstützung des Rotary Clubs von Goslar.
Der Felsen ist unter Schutz gestellt – es dürfen weder Gesteinsproben herausgeschlagen, noch darf der Fels bestiegen werden.
Koordinaten: 51° 55′ N, 10° 27′ O

## Bilder

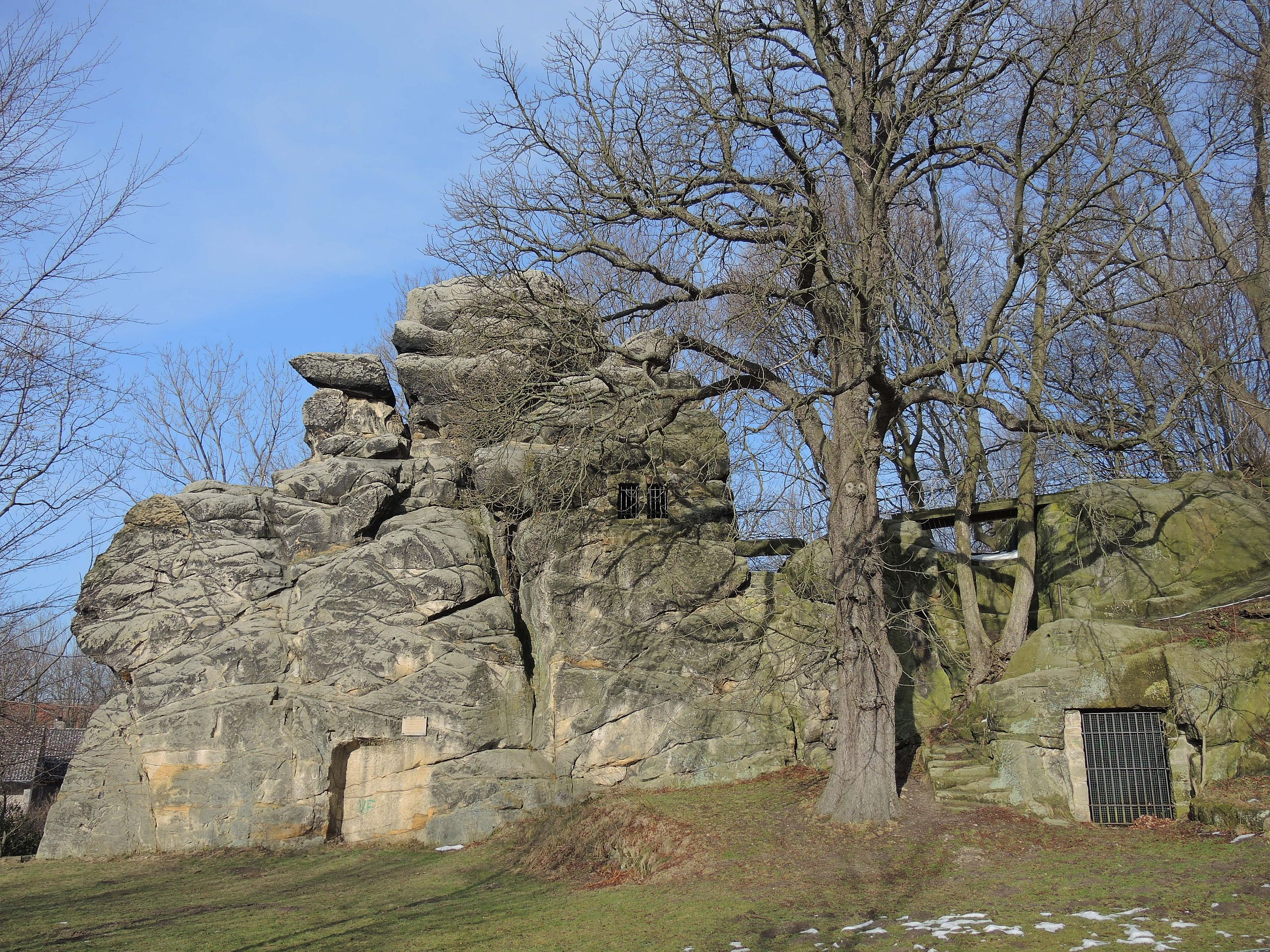
Westseite
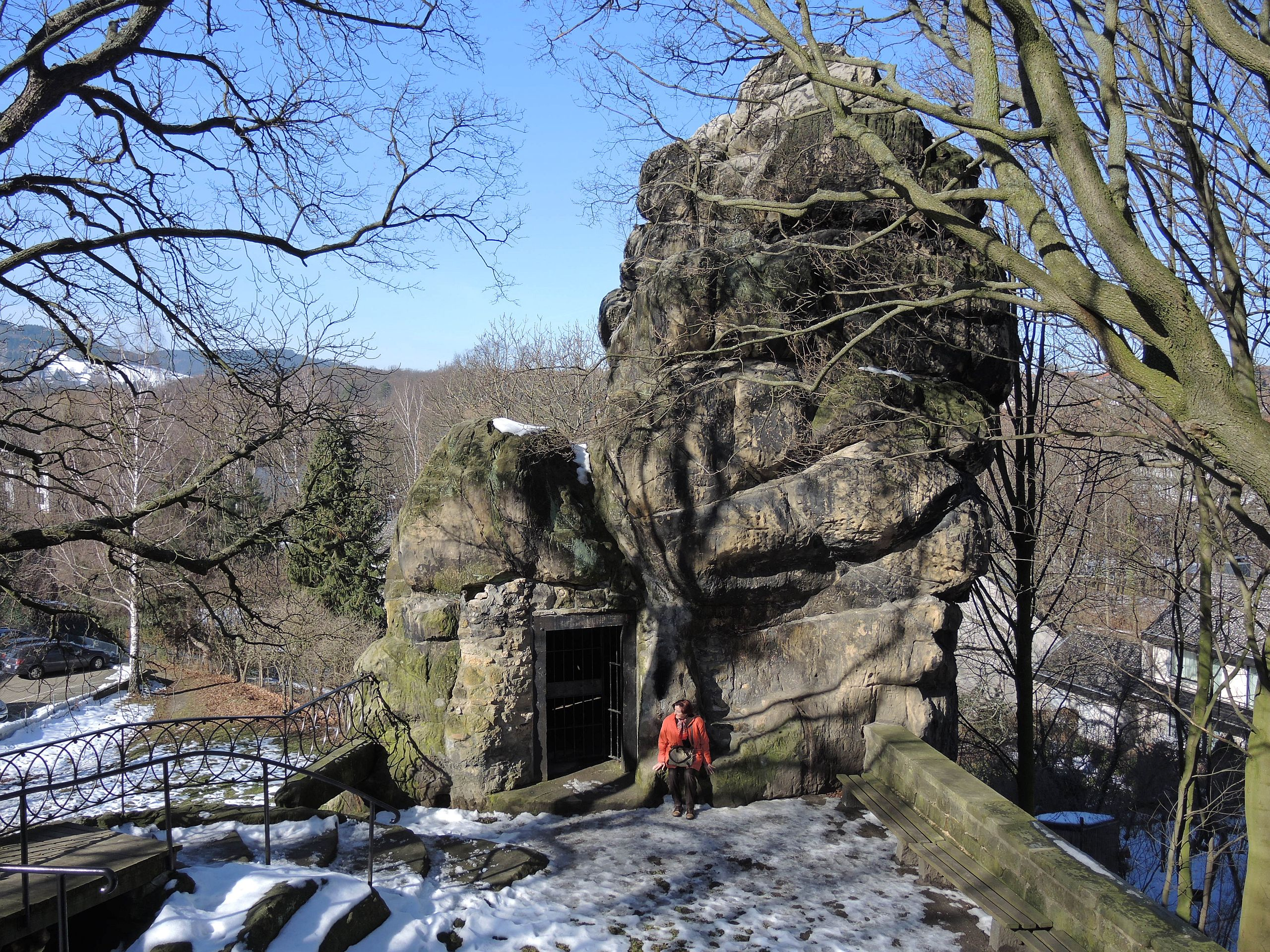
Ostseite
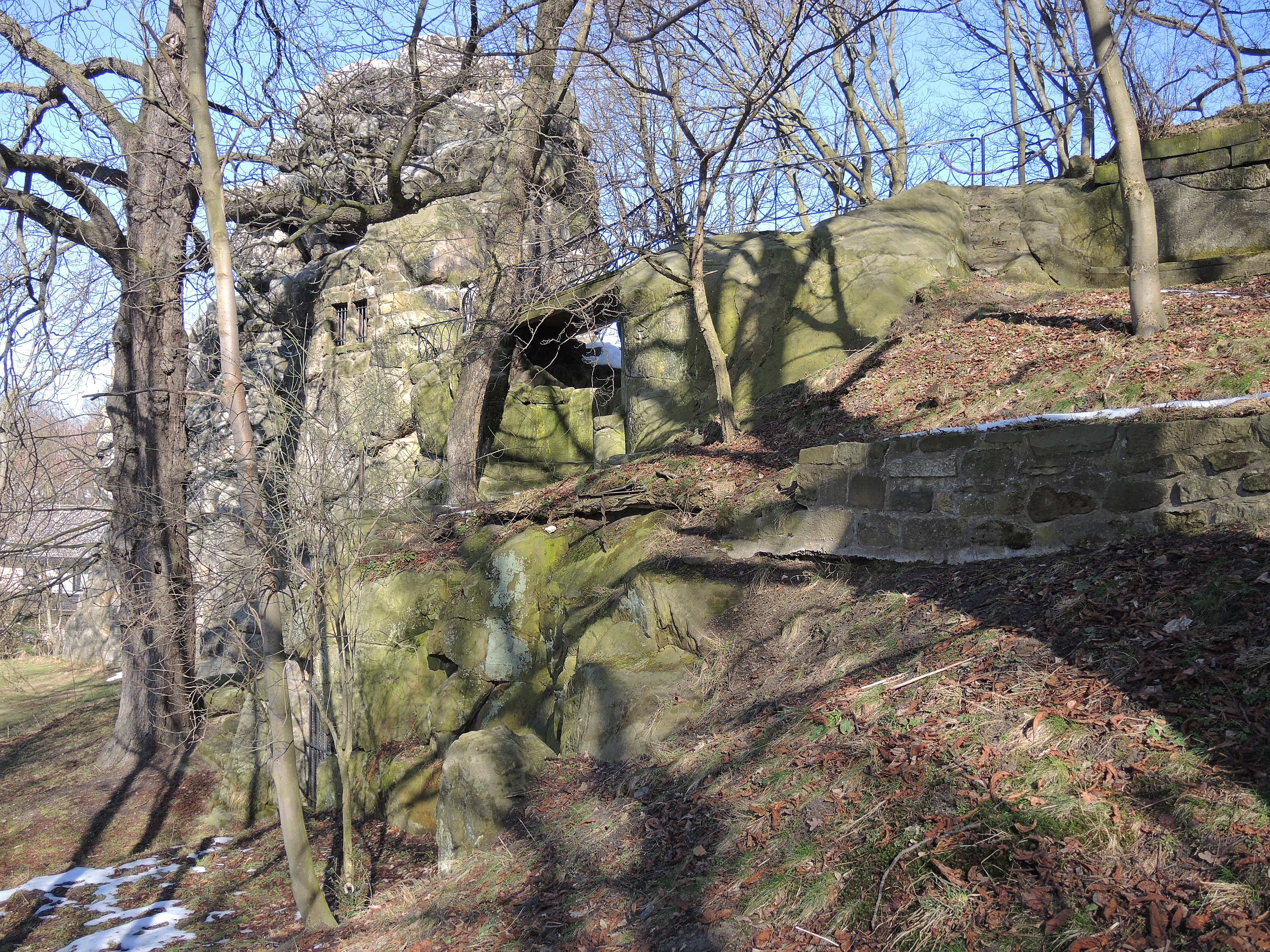
Südseite
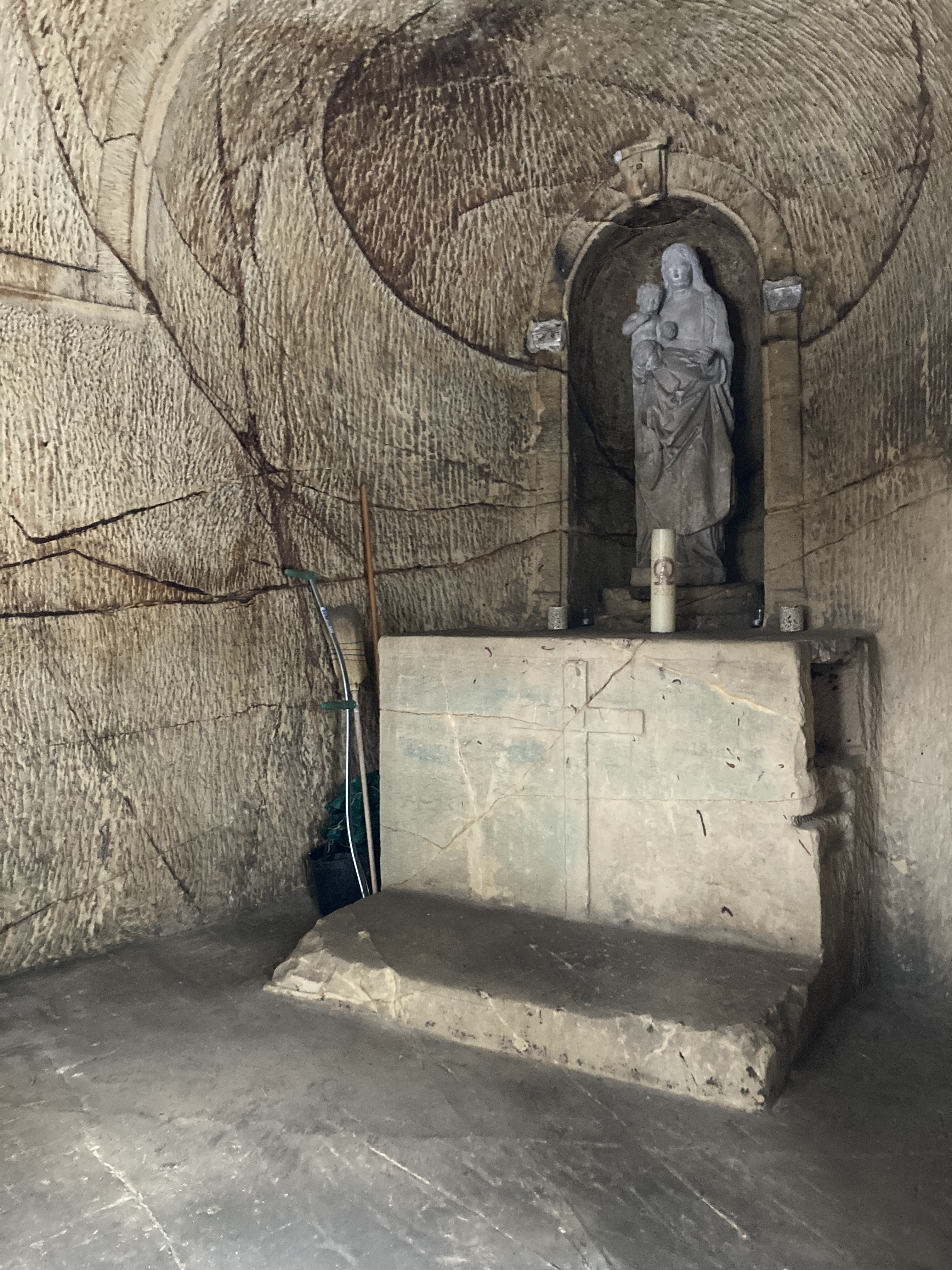
Kluskapelle
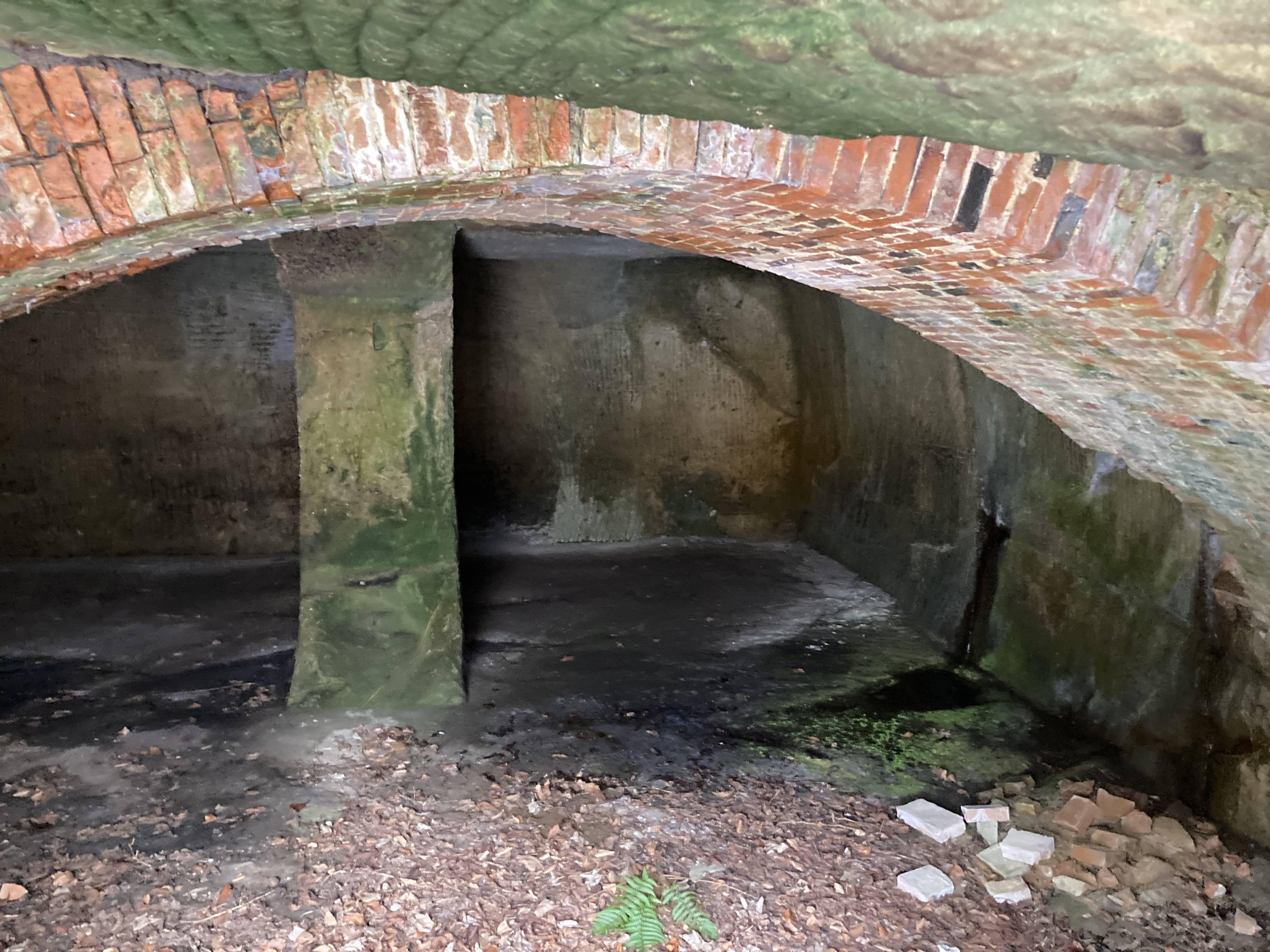
Felsenkeller